# تکوت (دهانه)
تکوت یک دهانه برخوردی در ماه‌ است.

## دهانه‌های اقماری
این دهانه ۲ دهانه اقماری دارد.
| Tacquet | عرض جغرافیایی | طول جغرافیایی | قطر          |
| ------- | ------------- | ------------- | ------------ |
| C       | ۱۳.۵° N       | ۲۱.۱° E       | ۶.۰ کیلومتر  |
| B       | ۱۵.۸° N       | ۲۰.۰° E       | ۱۴.۰ کیلومتر |